# Günter Thomas
Günter Thomas (* 7. Juli 1960 in Bietigheim-Bissingen) ist ein evangelisch-lutherischer Theologe.

## Leben
Von 1981 bis 1989 studierte er evangelische Theologie, Soziologie und Philosophie an den Universitäten Tübingen, Heidelberg and Princeton (1986 Th.M. in Theology am Princeton Theological Seminary). 1996 promovierte er zum Dr. theol. in Systematischer Theologie an der Universität Heidelberg bei Michael Welker mit der Schrift „Medien – Ritual – Religion. Zur religiösen Funktion des Fernsehens“, wofür er die Auszeichnung summa cum laude erhielt. 1999 folgte die Promotion zum Dr. rer. soc. in Soziologie an der Universität Tübingen bei Walter M. Sprondel mit einer Schrift zur „Impliziten Religion“. Die Habilitation erfolgte 2004 wiederum an der Universität Heidelberg mit einer Untersuchung über die „Neue Schöpfung“. Anschließend wurde er als Professor für Systematische Theologie / Ethik und Fundamentaltheologie an die Ruhr-Universität Bochum berufen.

## Schriften (Auswahl)
- Medien – Ritual – Religion. Zur religiösen Funktion des Fernsehens. Suhrkamp, Frankfurt 1998, ISBN 3-518-28970-5.
- Implizite Religion. Theoriegeschichtliche und theoretische Untersuchungen zum Problem ihrer Identifikation. Würzburg 2001, ISBN 3-935556-70-5.
- Neue Schöpfung. Systematisch-theologische Untersuchungen zur Hoffnung auf das „Leben in der zukünftigen Welt“. Neukirchen-Vluyn 2009, ISBN 3-7887-2148-0.
- Was geschieht in der Taufe? Das Taufgeschehen zwischen Schöpfungsdank und Inanspruchnahme für das Reich Gottes. Neukirchen-Vluyn 2011, ISBN 3-7887-2530-3.
- Gottes Lebendigkeit. Beiträge zur systematischen Theologie. Leipzig 2019, ISBN 3-374-04906-0.
- Im Weltabenteuer Gottes leben. Impulse zur Verantwortung für die Kirche. Leipzig 2020, ISBN 3-374-06679-8.
- Chaos und Erbarmen. Gesundheit und Krankheit in Karl Barths Theologie. Zürich 2023, ISBN 3-290-18586-9.
- Der begrenzte Mensch. Theologische Skizzen zu Altern, Krankheit und Behinderung. Göttingen 2024, ISBN 3-7887-2752-7.
- Nicht alles gut. Schöpfungstheologische Interventionen. Leipzig 2025 (In Vorbereitung, Voraussichtliches Erscheinungsdatum: 11. Mai 2025).